# BMW M3
BMW M3 — високотехнологічна версія автомобілів середнього класу BMW 3 серії від BMW M GmbH. Моделі M3 зроблені на базі E30, E36, E46, E90/E92/E93, F30 та G20 3-ї серії. Основні відмінності від «стандартних» автомобілів 3 серії включають потужніший двигун, поліпшена підвіска, агресивніший і аеродинамічний кузов, множинні акценти, як в інтер'єрі так і в екстер'єрі на приналежність до лінійки «M» / Motorsport.

## М3 E30 (1986—1991)

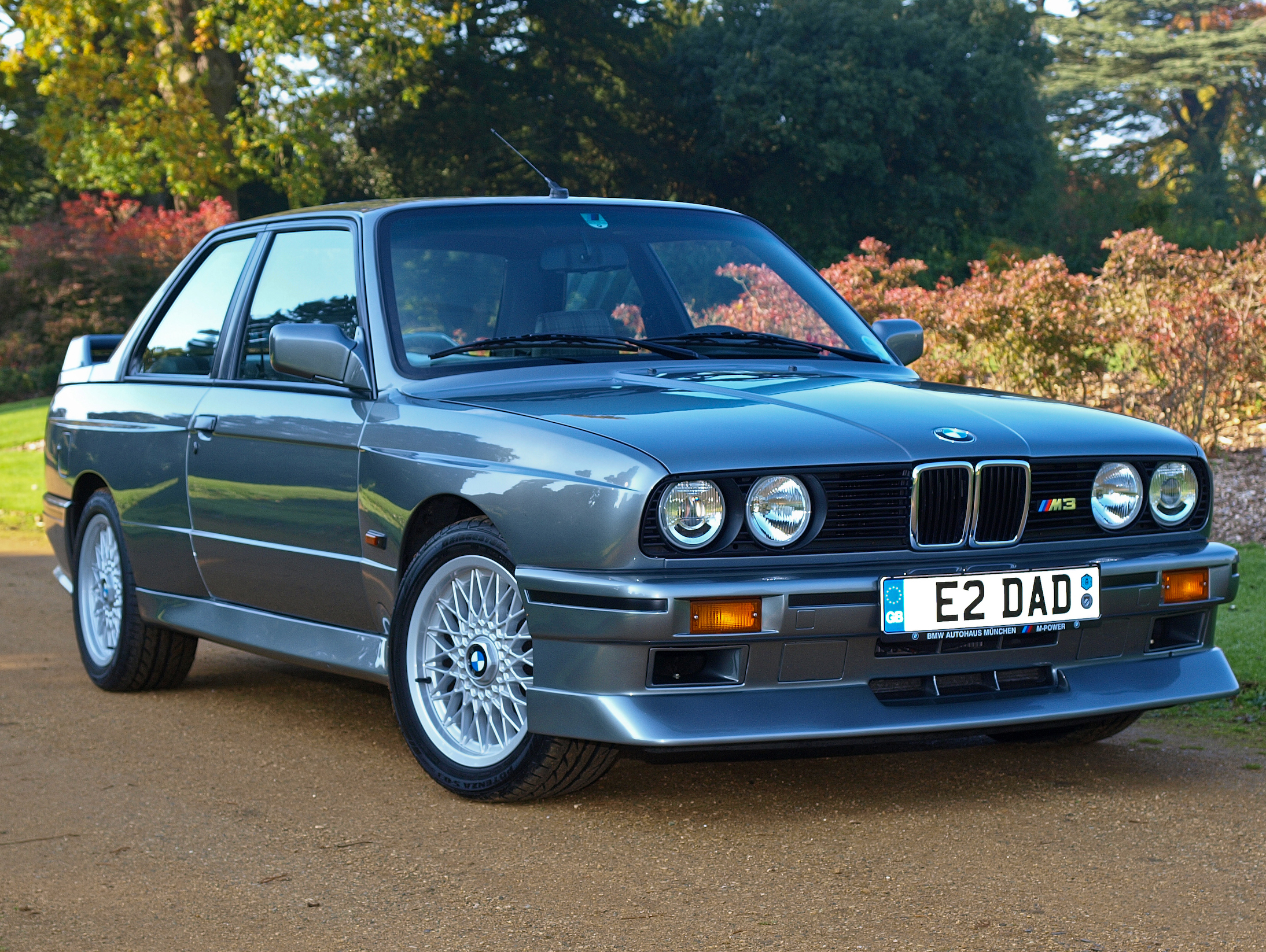
BMW М3 (E30)

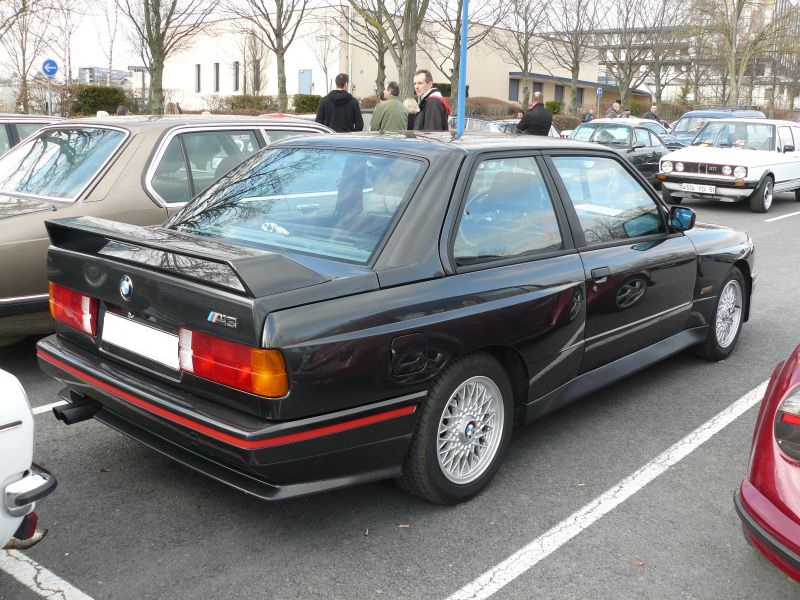

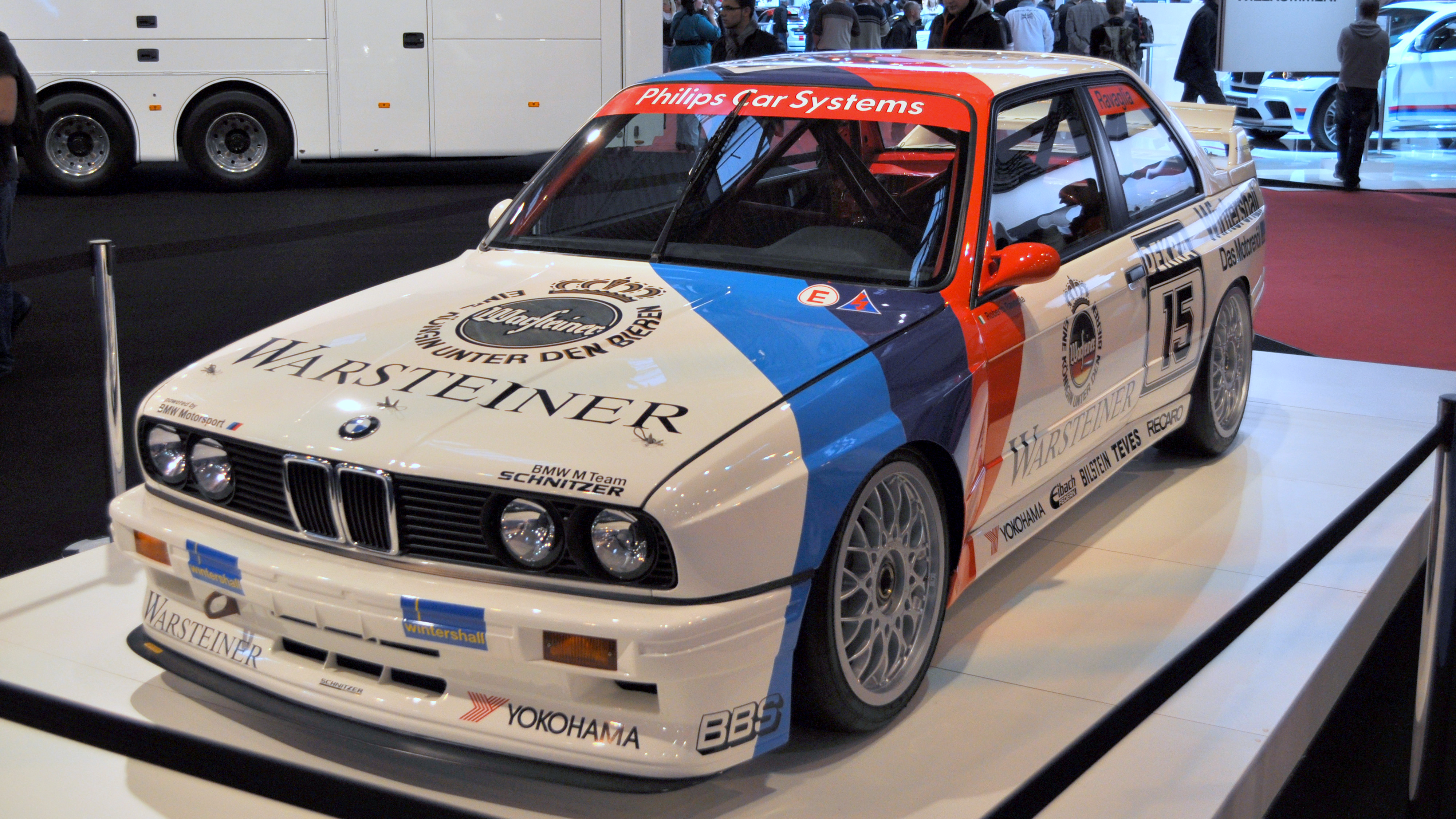
BMW M3 DTM (E30)

Заснована на базі моделі E30 BMW 3 серії 1986 року, перша представлена модель мала 2,3 л S14B23 16DOHC І4 (це була укорочена на два циліндри версія спортивного шестициліндрового двигуна S38, який застосовувався на моделі M5). Дизайн двигуна ґрунтувався на попередніх напрацюваннях BMW. Виступала в багатьох дворових перегонах, з чималим успіхом. 

### Дорожня версія E30 M3
Перша версія для доріг загального користування мала 195 к.с. (143 кВт). Моделі Evolution мали 2,3 л двигуни, але змінену вихлопну систему, збільшений стиск і невеликі доопрацювання збільшили продуктивність до 215 к.с. (160 кВт). Пізніше модель Sport Evolution отримала 2,5 л двигуни, що збільшило потужність до 238 к.с. (175 кВт). Також було випущено 786 кабріолетів, потужністю 215 к.с. (160 кВт) - це був найшвидший у світі чотиримісний кабріолет. 

### Відмінності від стандартних BMW 3 серії
M3 була укомплектована вдосконаленим укріпленим і більш аеродинамічним кузовом. BMW M3 відрізнялася роздутими крилами, спойлером і передньої "губою" - на стандартні моделі аналоги не виготовлялися. Крім того, автомобіль отримав жорсткішу і низьку підвіску зі стійками Bilstein B6. M3 довше і ширше стандартного BMW E30. Також на M3 ставилися фірмові диски BBS, на які натягувалась широка низькопрофільна гума. 

### Двигуни
- 2.3 л S14B23 I4 195-220 к.с.
- 2.5 л S14B25 I4 238 к.с.

## М3 E36 (1992—1999)

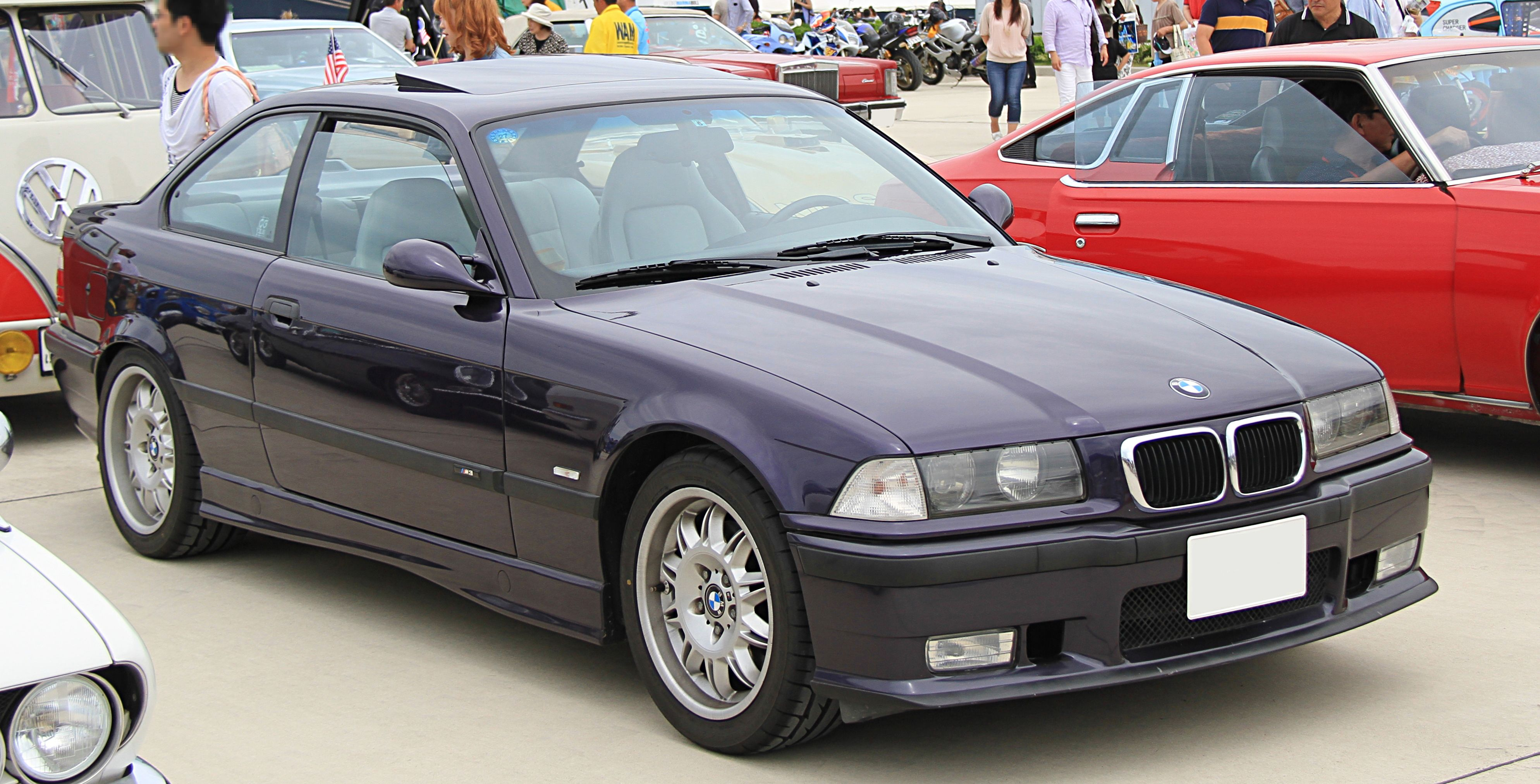
BMW М3 E36 E36/2S

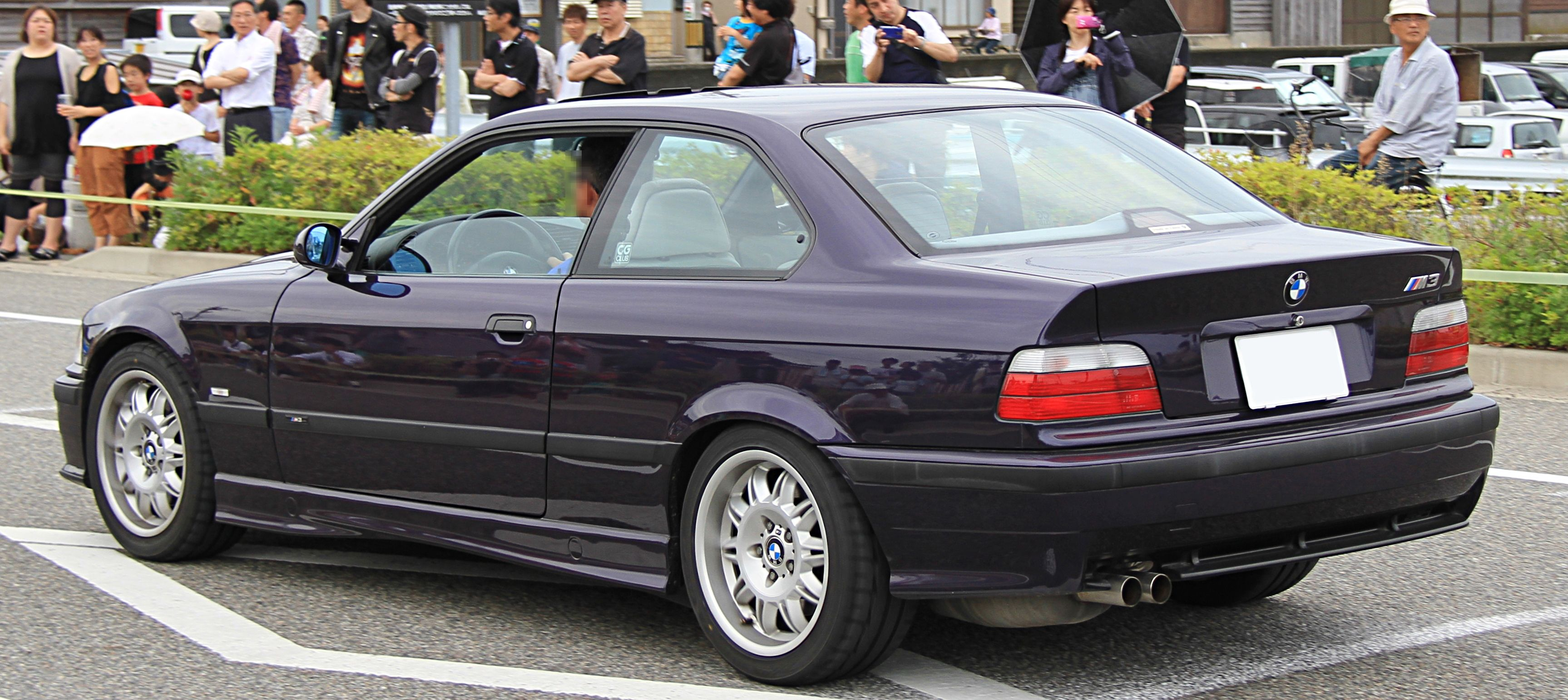
BMW М3 E36/2S

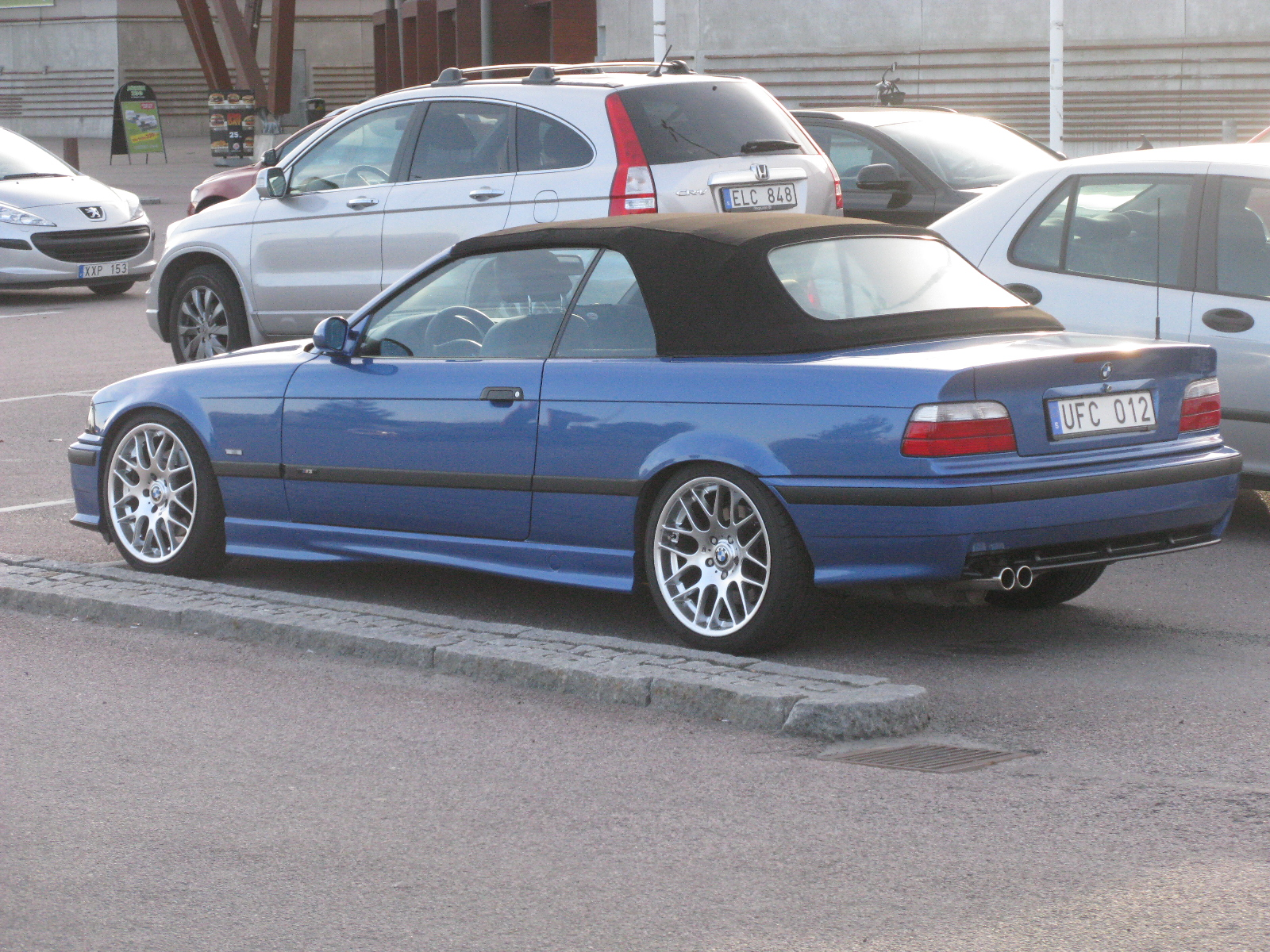
BMW М3 E36/2CS

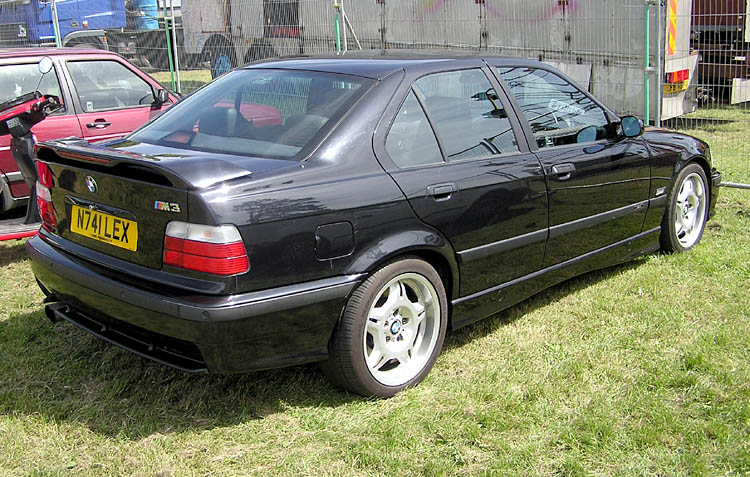
BMW М3 E36 E36/4S

E36 M3 Дебютував у лютому 1992 року і потрапив в салони дилерів в листопаді цього ж року. Це був перший M3 укомплектований шестициліндровим двигуном об'ємом 2990 см3 потужністю 286 к.с./210 кВт. Спочатку доступний тільки як купе BMW M3 пізніше з'явився в модифікаціях кабріолет та седан у 1994 році. E36 також перший M3, вироблений в модифікації з "правим кермом".
У 1996 році двигун замінили на новий Р6 3,2 л потужністю 321 к.с.

### Двигуни
- 3.0 л S50B30 I6 (Пн. Америка, 1992–95) 243 к.с.
- 3.0 л S50B30 I6 (1992–95) 286-295 к.с.
- 3.2 л S52B32 I6 (Пн. Америка, 1996–99) 243 к.с.
- 3.2 л S50B32 I6 (1995–99) 321 к.с.

## М3 E46 (2000—2007)

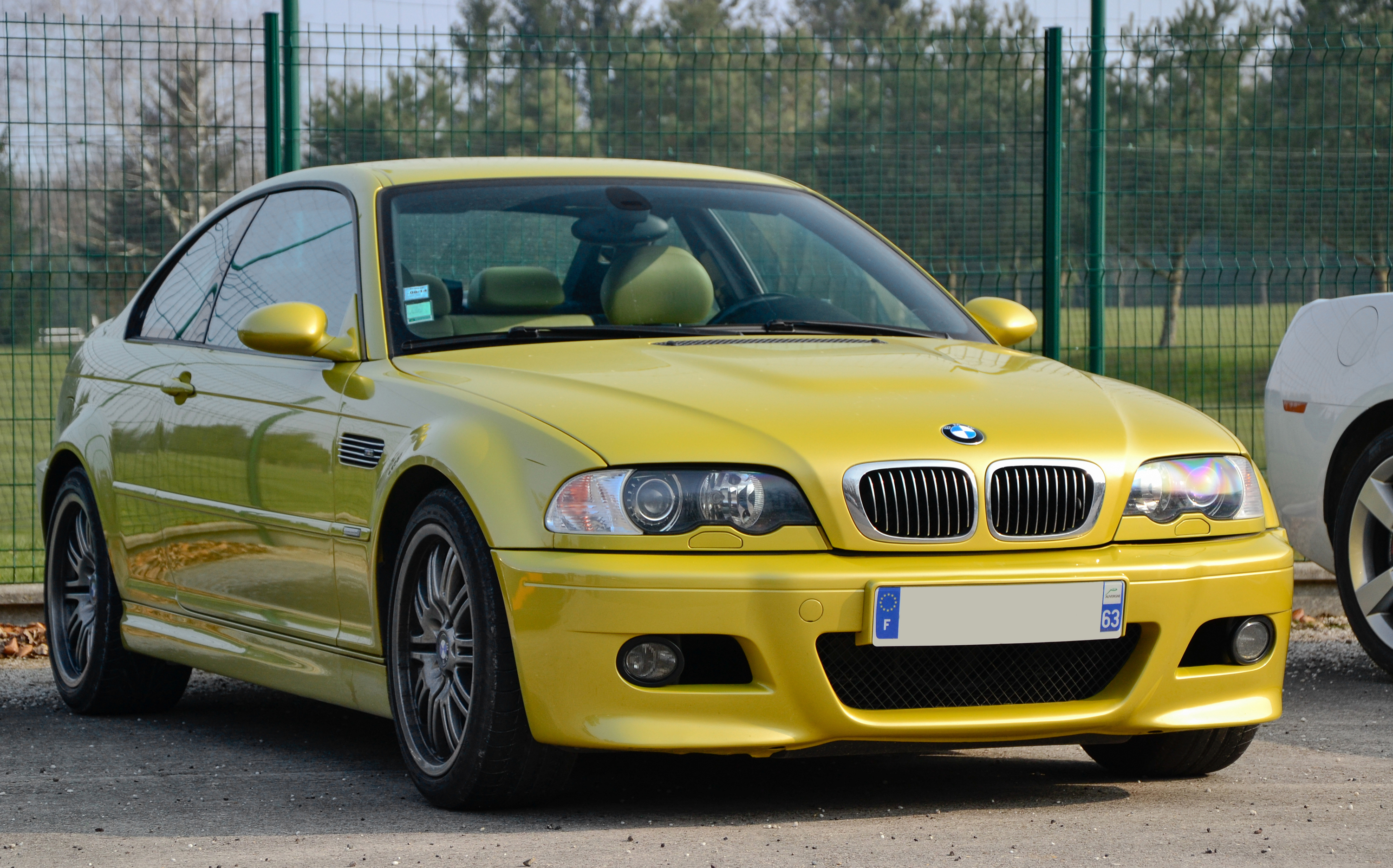
BMW М3 E46

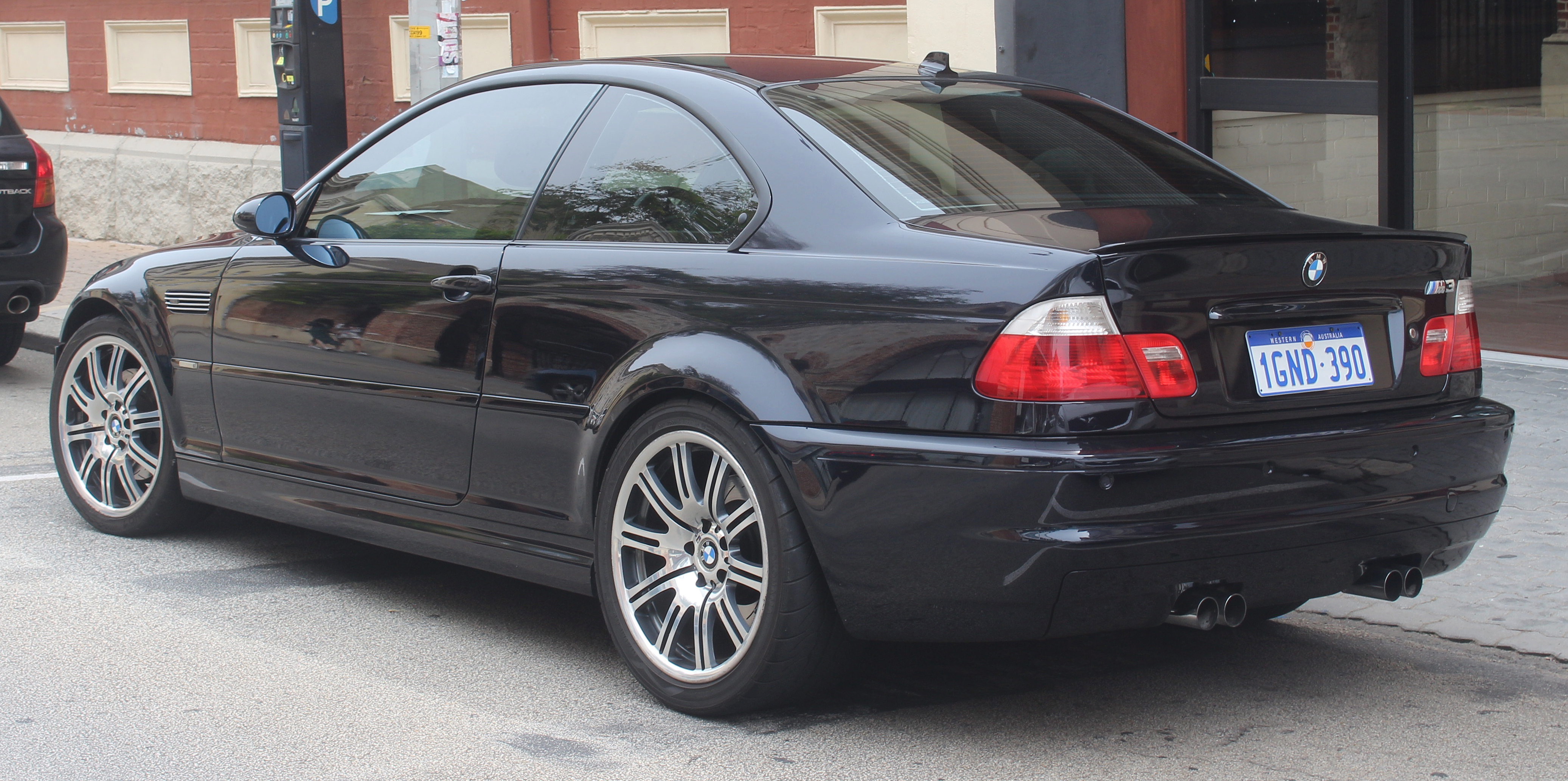
BMW М3 E46

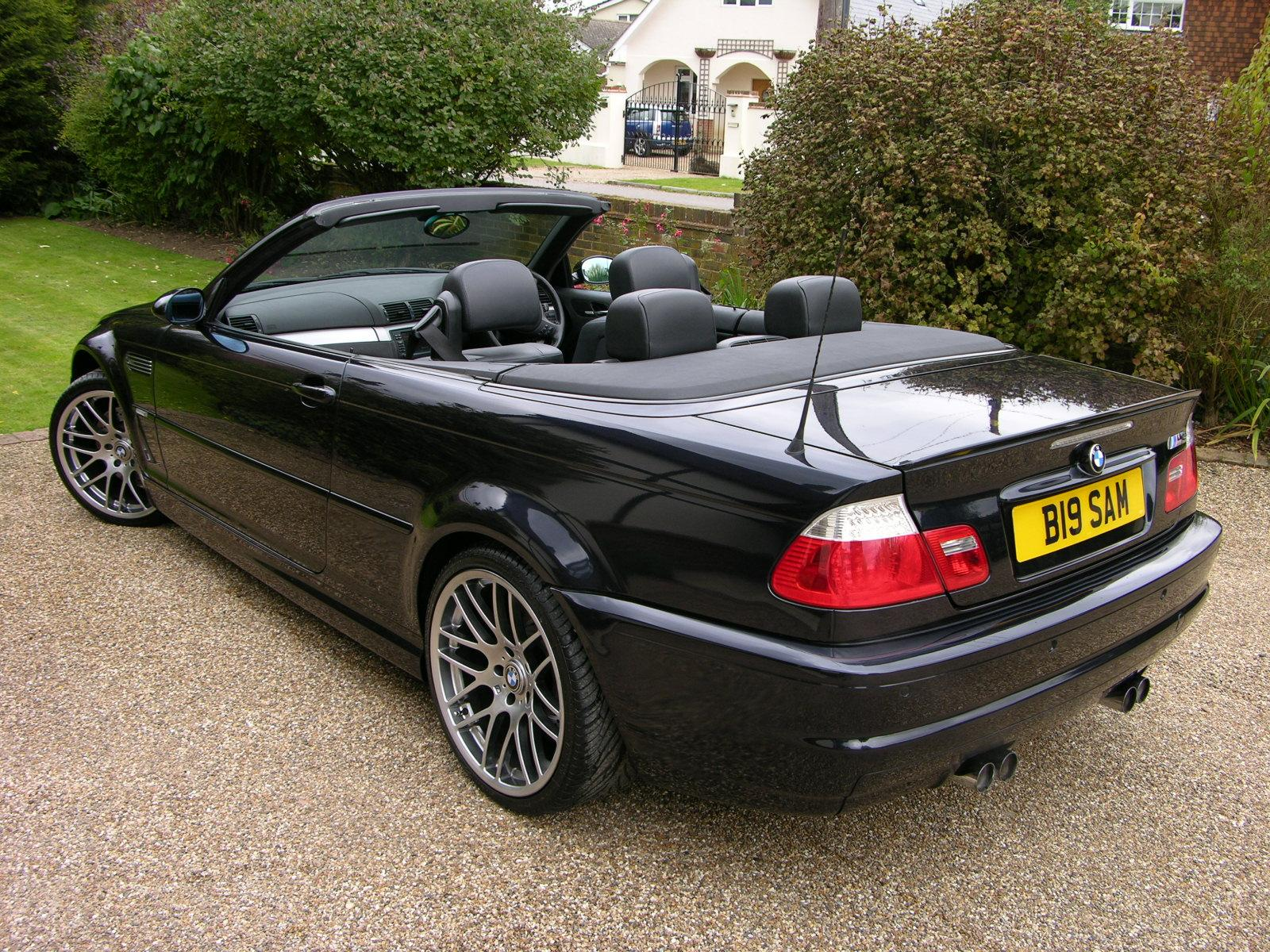
BMW М3 E46 кабріолет

BMW М3 зразка 2001 року з'являється в усьому світі з новим двигуном S54B32. На момент появи машини, цей двигун був найпродуктивнішим «атмосферником» коли-небудь випущених компанією БМВ. Він мав потужність 343 к.с. і крутний момент 365 Нм. Перший випуск нової М3 був забарвлений в колір Laguna Seca Blue. Машина поставлялася з новою коробкою передач SMG Drivelogic (SMG 2) і електрогідравлічною ручною системою перемикання в стилі Ф1 без педалі зчеплення і з «пелюстками» для перемикання під кермом. «Червона зона» починалася на 8000 об/хв, вперше для БМВ. Двигун виробляв більше 100 к.с. на літр обсягу (343 к.с./3.2 літра), машина розганяється до 100 км/год за 5.2 секунди, максимальна швидкість становила 250 км/год (обмежена електронікою; без обмежувача - 286 км/год). Було випущено 2 спеціальні версії: M3 GTR V8 і M3 CSL. M3 GTR з'явилася на світ в 2001 році. Машина оснащена 4-х літровим V-подібним 8-ми циліндровим двигуном потужністю 350 к.с. і повним приводом. Основна причина в заміні рядної шістки це неможливість боротися на рівних з Porsche 996 GT3. M3 GTR V8 досягла великих висот в Американському Ле Мані, де на ній виступала команда Schnitzer Motorsport. У 2003 році з'являється лімітування серія M3 CSL. Основними відмінностями цієї машини стали: потужніший двигун (360 к.с.), менша вага (завдяки карбоновим капоту і даху). Також машина пройшла низку косметичних змін. Так було змінено дизайн колісних дисків, був збільшений задній спойлер і з'явився великий воздуховод на передньому бампері.

### M3 GTR

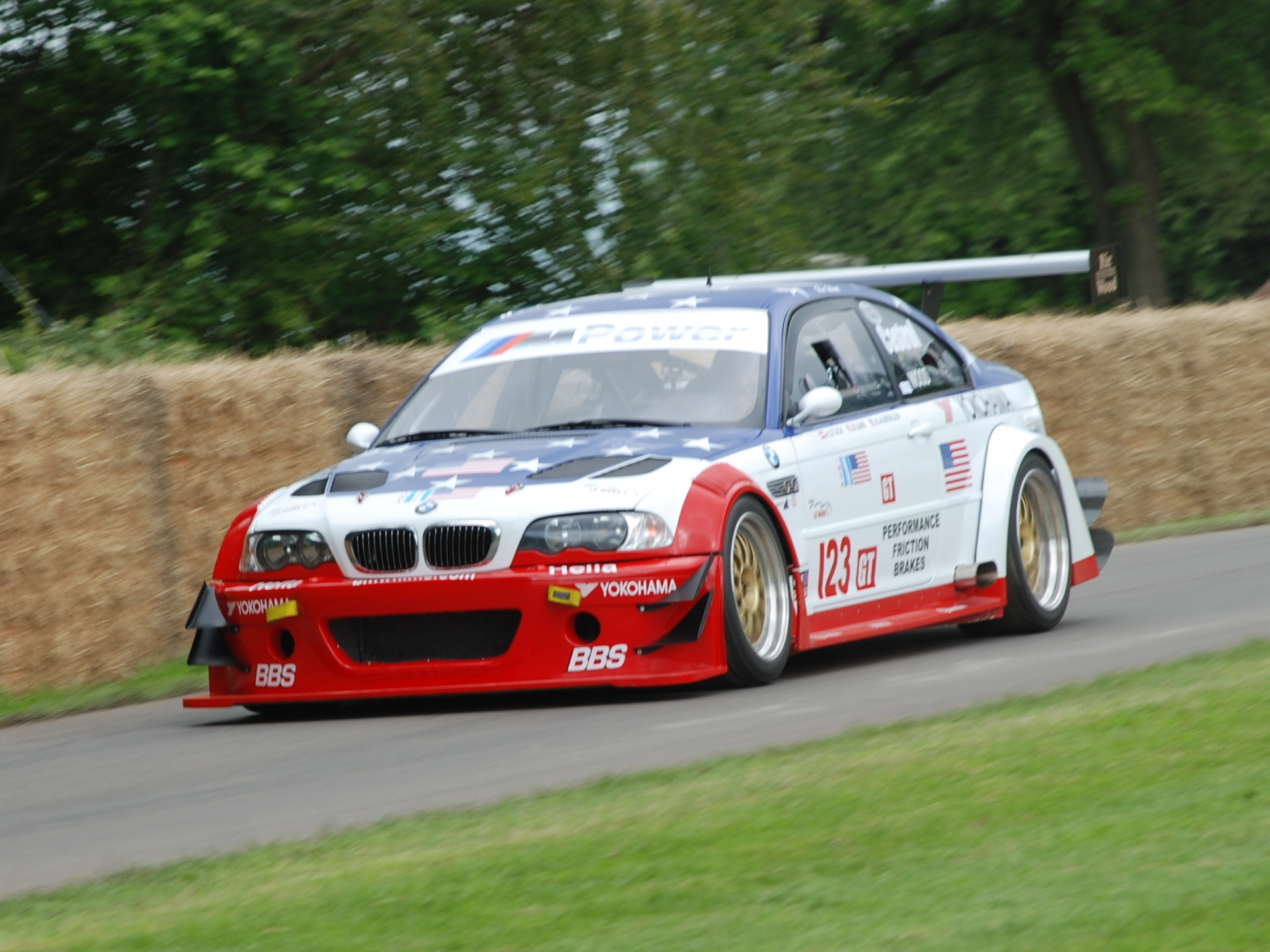
BMW M3 GTR

Створений для участі в гонках на витривалість автомобіль M3 GTR дебютував на трасі в Сербінзі навесні 2001 року. Під пластиковим кузовом цієї моделі ховався V-подібний 8-ми циліндровий двигун. Короткохідний і високооборотний мотор був досить компактним, щоб розміститися під капотом невеликого автомобіля. Повністю алюмінієвий двигун P60B40 з кутом розвалу циліндрів 90° мав робочий об'єм 3997 см³, розвивав потужність понад 400 к.с. при 7500 об/хв і крутний момент 480 Нм при 5500 об/хв. Трьохдискове зчеплення з вуглепластиковими дисками передавало момент від двигуна на шестиступінчасту механічну коробку передач з прямозубими шестернями. Далі, обертання за допомогою диференціала з в'язкомуфтою передавалося на колеса. Автомобіль мав сталевий каркас кузова з труб, який був обвішаний вуглепластиковим панелями. Безпечний багатошаровий, також вуглепластиковий, паливний бак ємністю 100 літрів розміщувався під підлогою багажника. Відповідно до вимог регламенту, важив автомобіль 1120 кілограмів.
Перший успіх прийшов до моделі в травні 2001 року на трасі Харама в Іспанії. Дірк Мюллер і Фредрік Екблом (англ. Fredrik Ekblom) виграли гонку, а Джей-Джей Лехто і Йорг Мюллер посіли друге місце. В цьому ж році був виграний чемпіонський титул в американській серії Ле-Ман. У 2004 році спочатку була виграна знакова гонка на Нюрбургринзі, а потім чемпіонат європейської серії Ле-Ман.

### Двигуни
- 3.2 л S54B32 I6 343 к.с.
- 3.2 л S54B32HP I6 360 к.с.
- 4.0 л P60B40 V8 350 к.с.

## М3 E90/E92/E93 (2007—2013)

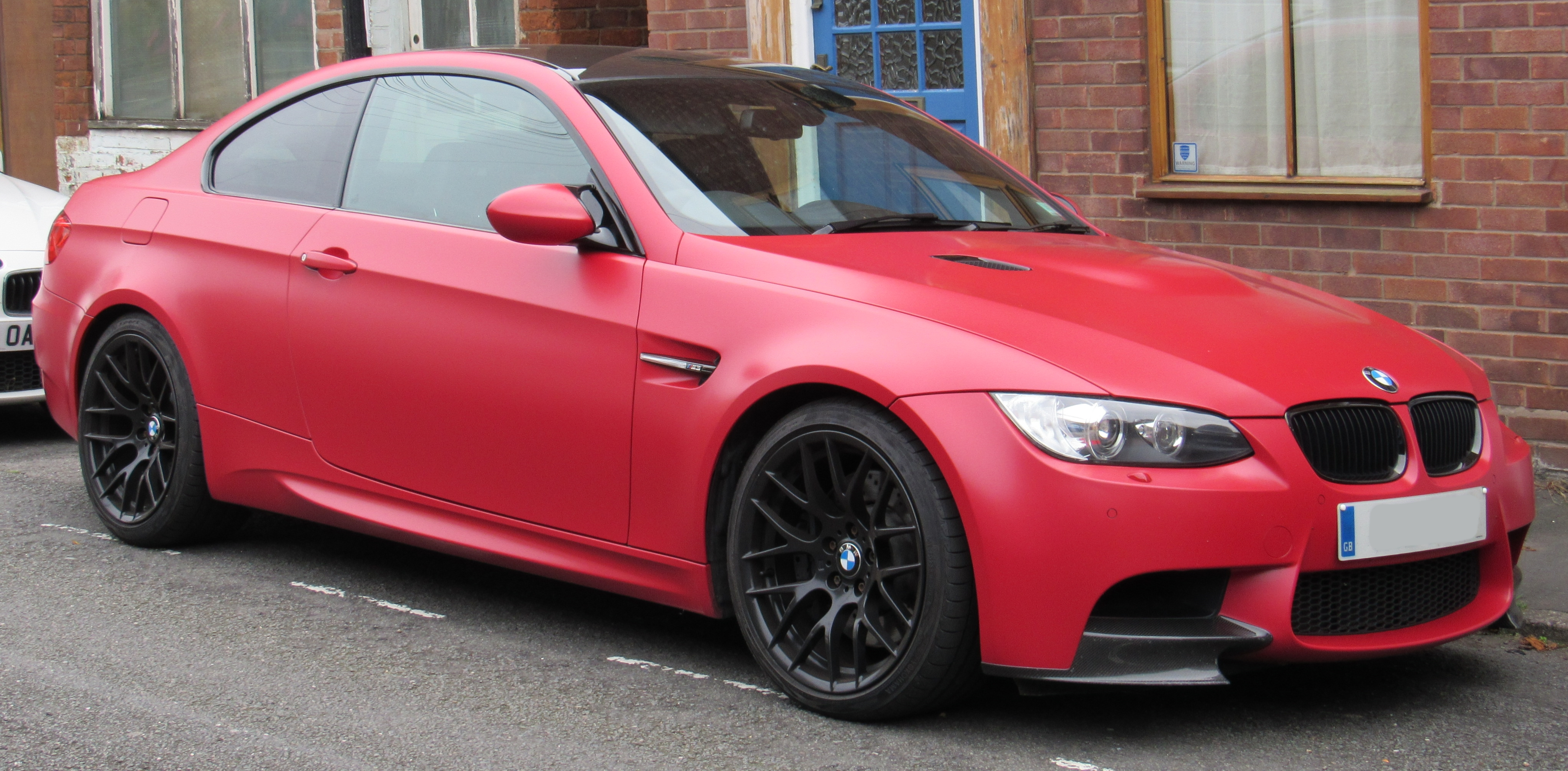
BMW М3 (E92)

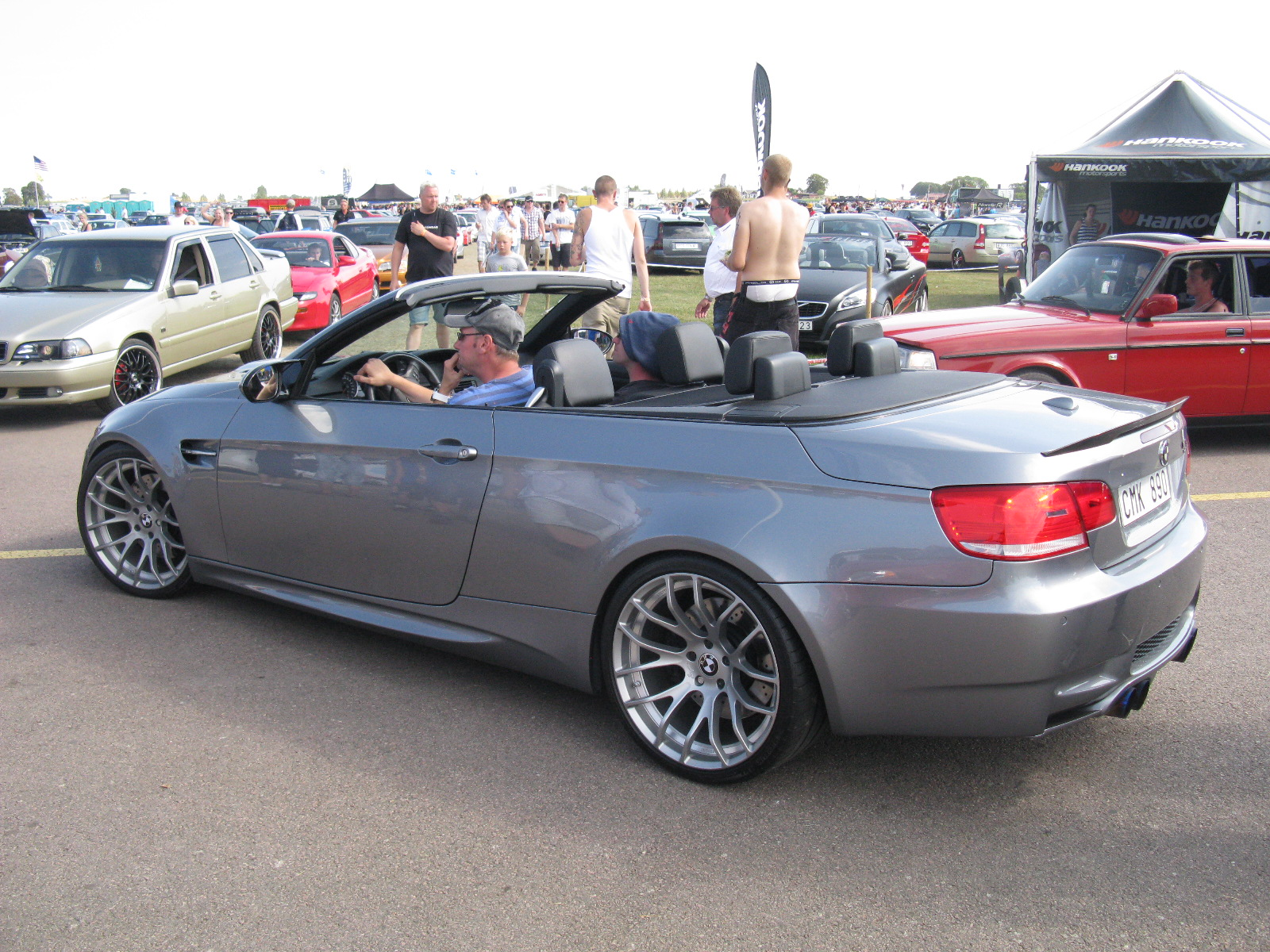
BMW М3 (E93)

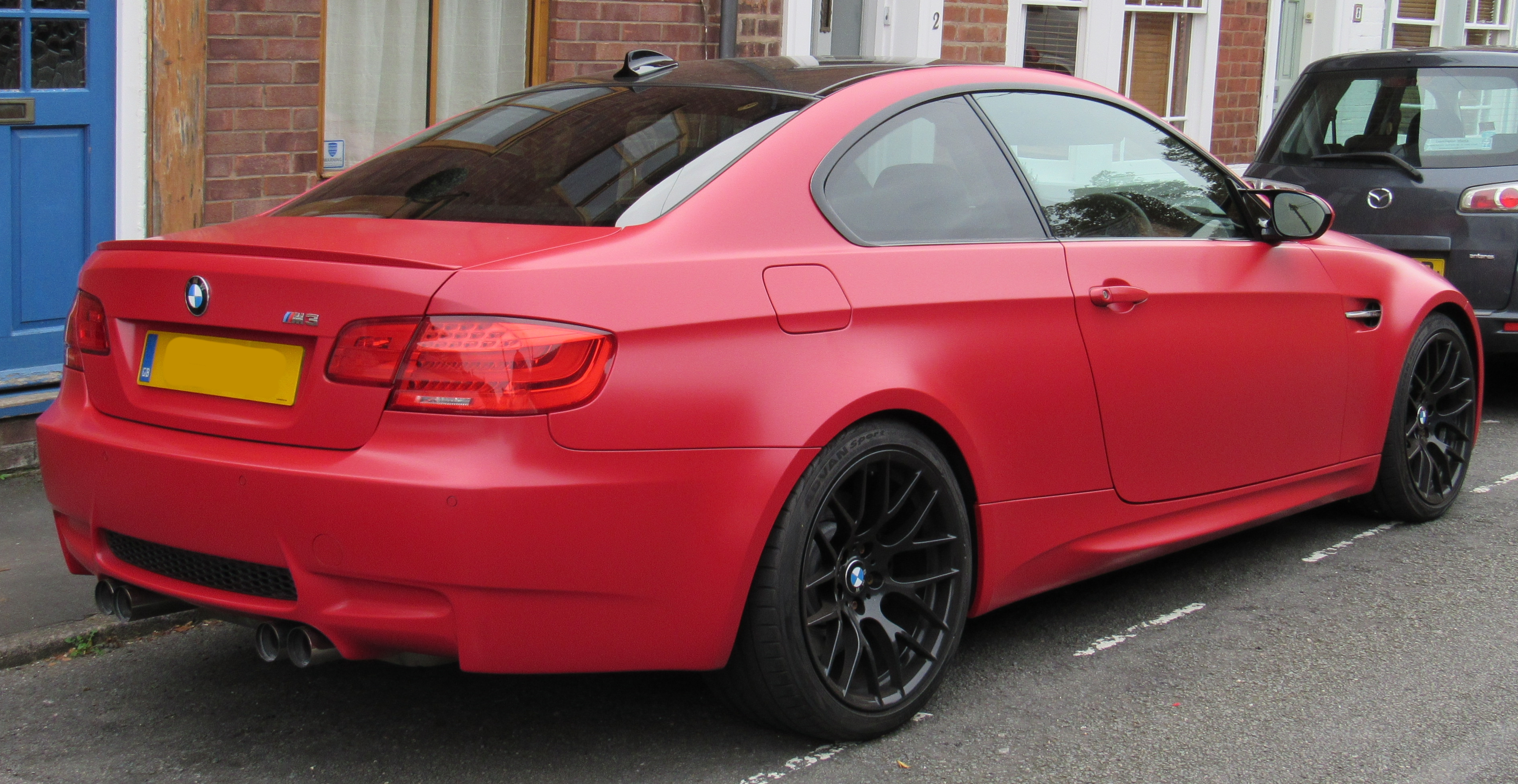
BMW М3 (E92)

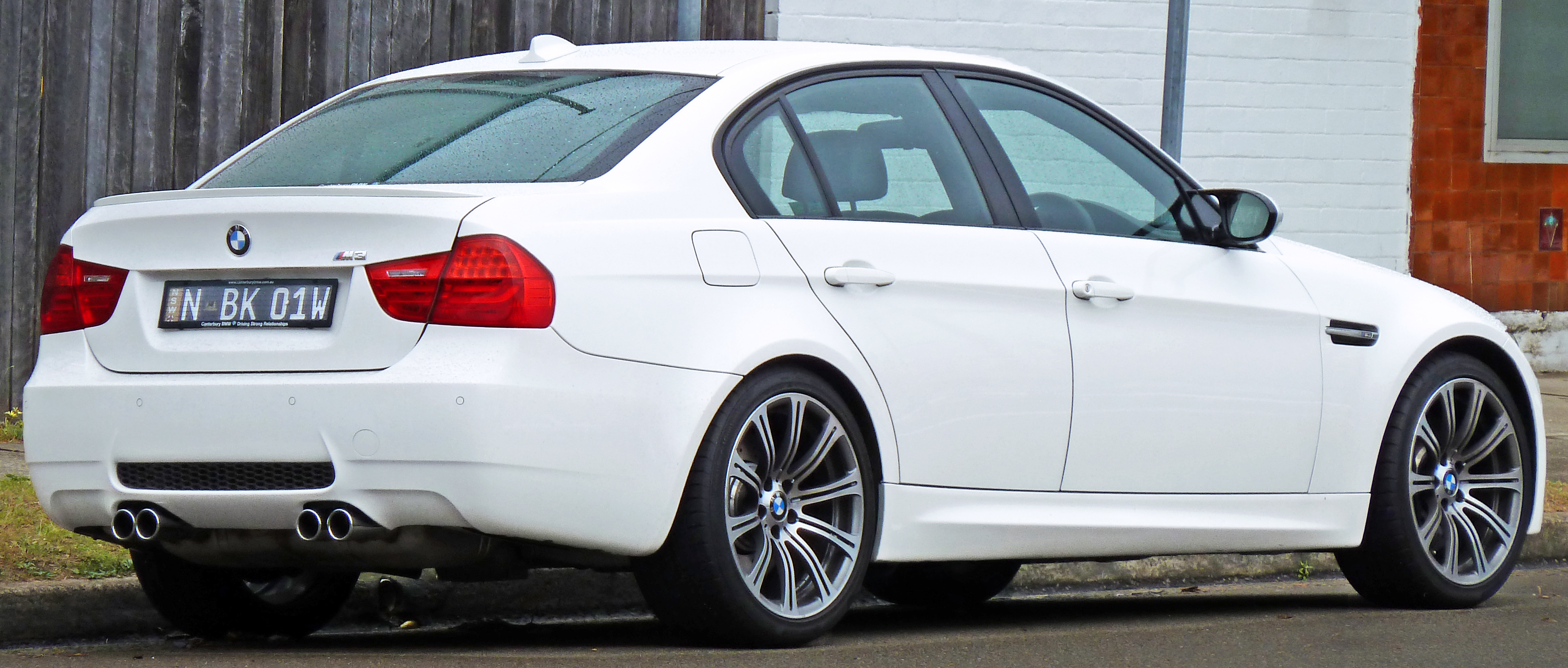
BMW М3 (E90)

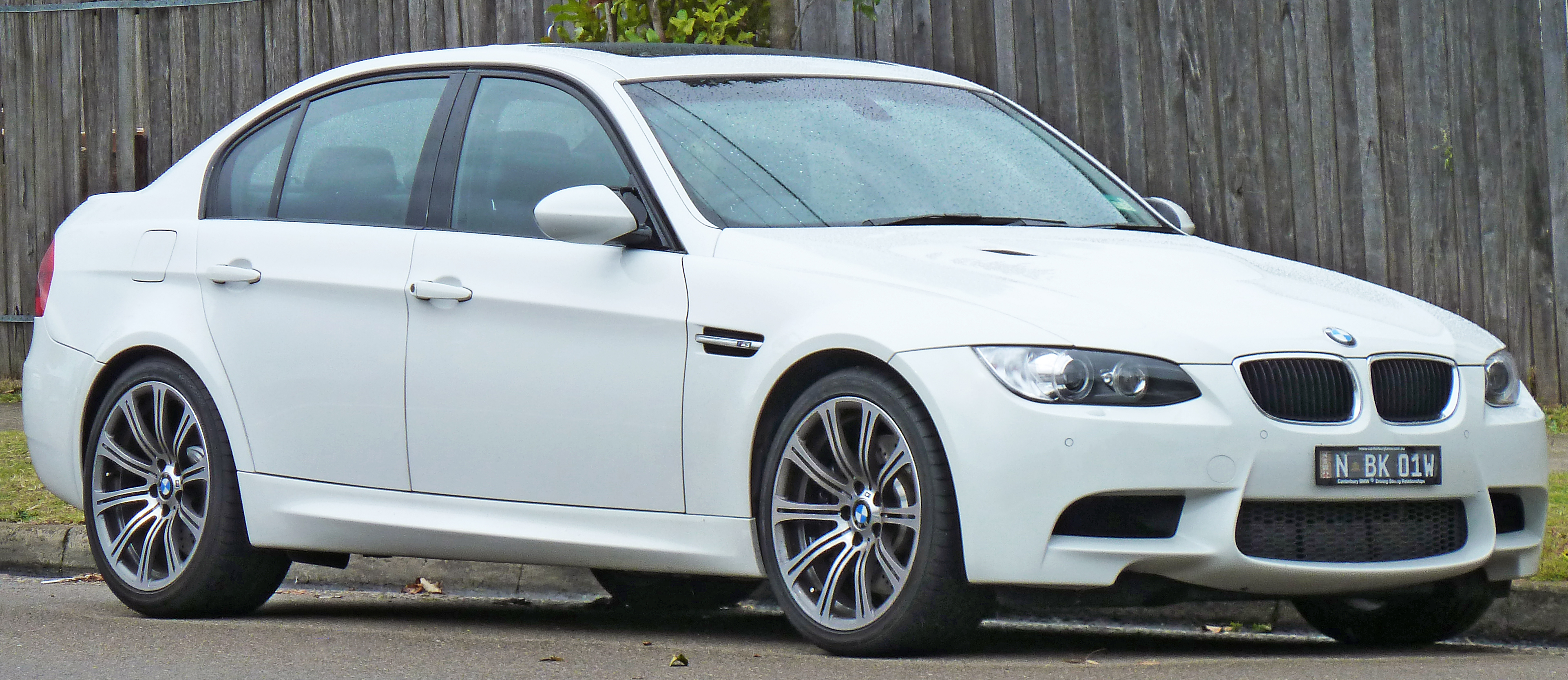
BMW M3 (E90)

Четверте покоління BMW M3 було анонсовано в 2007 році на Женевському автосалоні (Швейцарія, 6-18 березня 2007) з показом BMW M3 концепту. Як і у випадку з концептами E46 M3 і E60 M5, концепт M3 був практично серійною моделлю, прем'єра якої відбулася у цьому ж 2007 році на Франкфуртському автошоу (Німеччина, 13-23 вересня). Нова M3 базується на моделі купе BMW 3-ї серії, але виглядає спортивнішою. Серед нововведень - передній спойлер, хромові воздуховоди позаду передніх арок коліс, нові зовнішні дзеркала і чотири хромованих вихлопних труби. Крім того, модель укомплектована новими 18-дюймовими колесами і трохи збільшена в розмірах.
Головне - під капотом тепер не шість, а вісім циліндрів. М3 оснащується чотирилітровим восьмициліндровим бензиновим двигуном V8, отриманим з 5.0-літрового V10, який використовується в моделі M5. Двигун виробляє 420 к.с. при 8 300 об/хв, а максимальний обертовий момент - 400 Нм. Завдяки використанню технології зміни фаз газорозподілу Double Vanos, 85 відсотків крутного моменту (340 Нм) будуть доступні вже з 2000 оборотів в хвилину, а сама моментна крива нового двигуна має плавний підйом в діапазоні з 2 до 6 тисяч оборотів.
Двигун агрегатується з шестиступінчастою механічною коробкою передач. До 100 км/год таке купе розгониться за 4,8 секунди, а максимальна швидкість обмежена електронікою на позначці 250 кілометрів на годину.
Зовні купе M3 хоч і перекликається з простим купе, але дуже сильно від нього відрізняється. Всі дизайнерські елементи концепту, показаного в Женеві, збережені. Нова емка вийшла зухвалою і повної агресії, що підкреслюється оригінальним фронтальним бампером з потужними повітрозабірниками, розширеними колісними арками, бампером хвостової частини з дифузором вагомим і невеликим спойлером на кришці багажника, повітряними «зябрами» на передніх крилах. Завершує картину різна гума спереду і ззаду - традиційно задні колеса M3 дещо ширше передніх.
Слідом за дебютом купе BMW M3 баварський автоконцерн офіційно представив і спортивний седан тієї ж серії. Чотирьохдверний автомобіль з літерою «М» повернувся в модельний ряд BMW вперше з 1994 року. Седан спроектований на тій же платформі задньопривідній, що і купе, але має додаткові двоє дверей, місткий багажник. При цьому вага автомобіля зросла незначно - лише до 1605 кг.
Під капотом такий же 4,0-літровий V8 потужністю 420 к.с., як і у двухдверной версії. Динаміка трохи погіршилася. Автомобіль з місця до сотні розганяється за 4,9 секунди.
BMW М3 випускається у версії купе-кабріолет. При піднятому даху об'єм багажника з відкритим верхом складе 350 літрів, а при складеному - 250 літрів. 

### М3 GTS

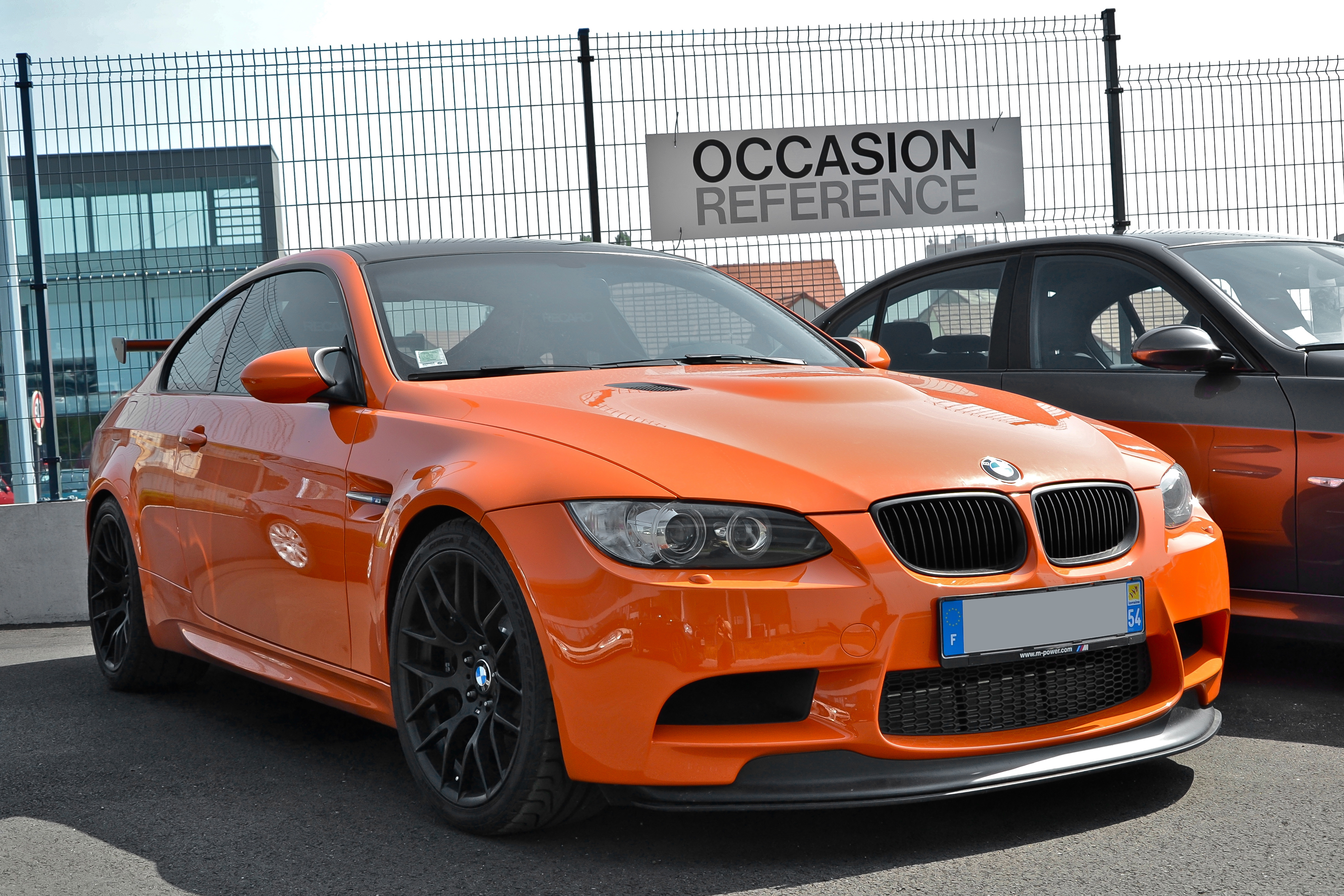
BMW М3 GTS (E92)

Баварська компанія випустила полегшену версію M3 GTS в обмеженій кількості, машину звільнили від усього "зайвого", а саме, від мультимедійного комплексу, клімат-контролю і складної, важкої шумоізоляції. Автомобіль оснастили 4,4-літровим двигуном S65B44 V8 потужністю 450 к.с. Ціна полегшеної версії склала 145 000 доларів США. Всі автомобілі вмить розкупили.

### M3 GT2

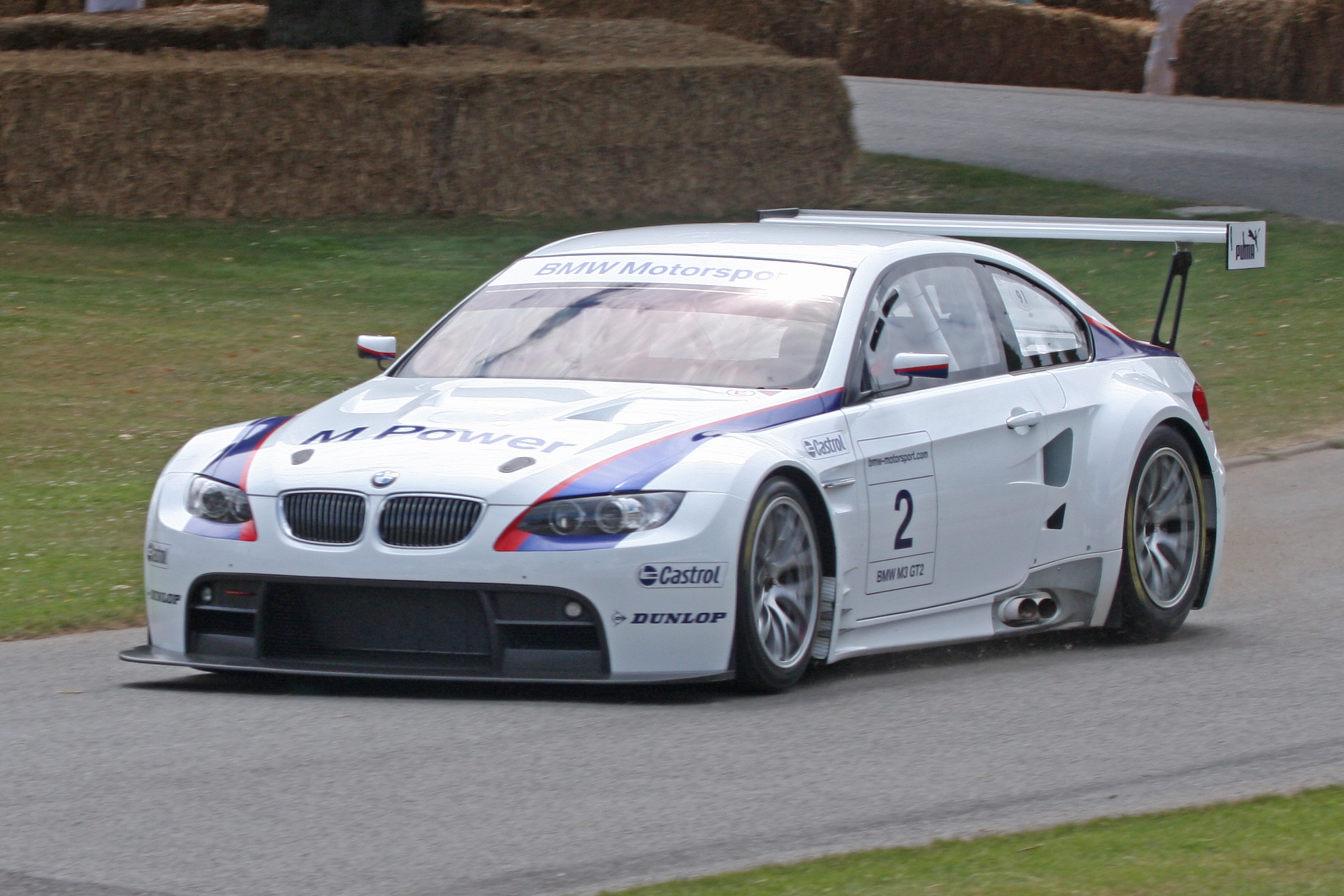
BMW М3 GT2 (E92)

В 2009 році дебютував BMW M3 GT2 (E92) - гоночний автомобіль, розроблений німецьким виробником BMW для гонок у різних категоріях, таких як категорії LM GT2 та LM GTE Автомобільного клубу de l'Ouest та Міжнародної автомобільної федерації та категорії GT Міжнародної асоціації автоспорту. Він розроблений на основі BMW M3 (E92), від якого і отримав свою назву. Автомобіль оснастили 4,0-літровим двигуном P65B40 90o V8 потужністю 485 к.с. 500 Нм.

### Двигуни
- 4.0 л S65B40 V8 420 к.с.
- 4.4 л S65B44 V8 450 к.с.
- 4.0 л P65B40 V8 485 к.с. 500 Нм

## М3 F80 (2014—2020)

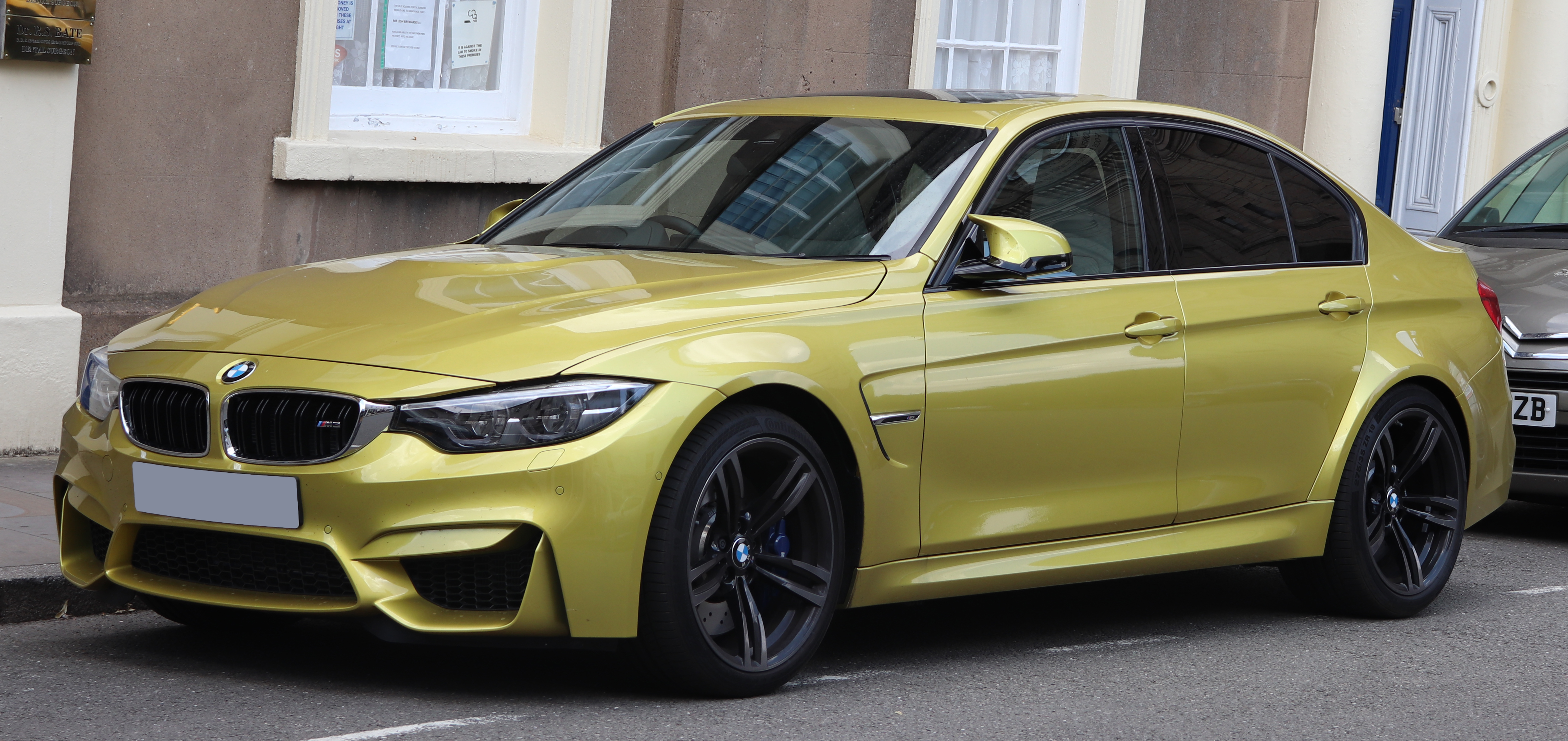
BMW M3 F80

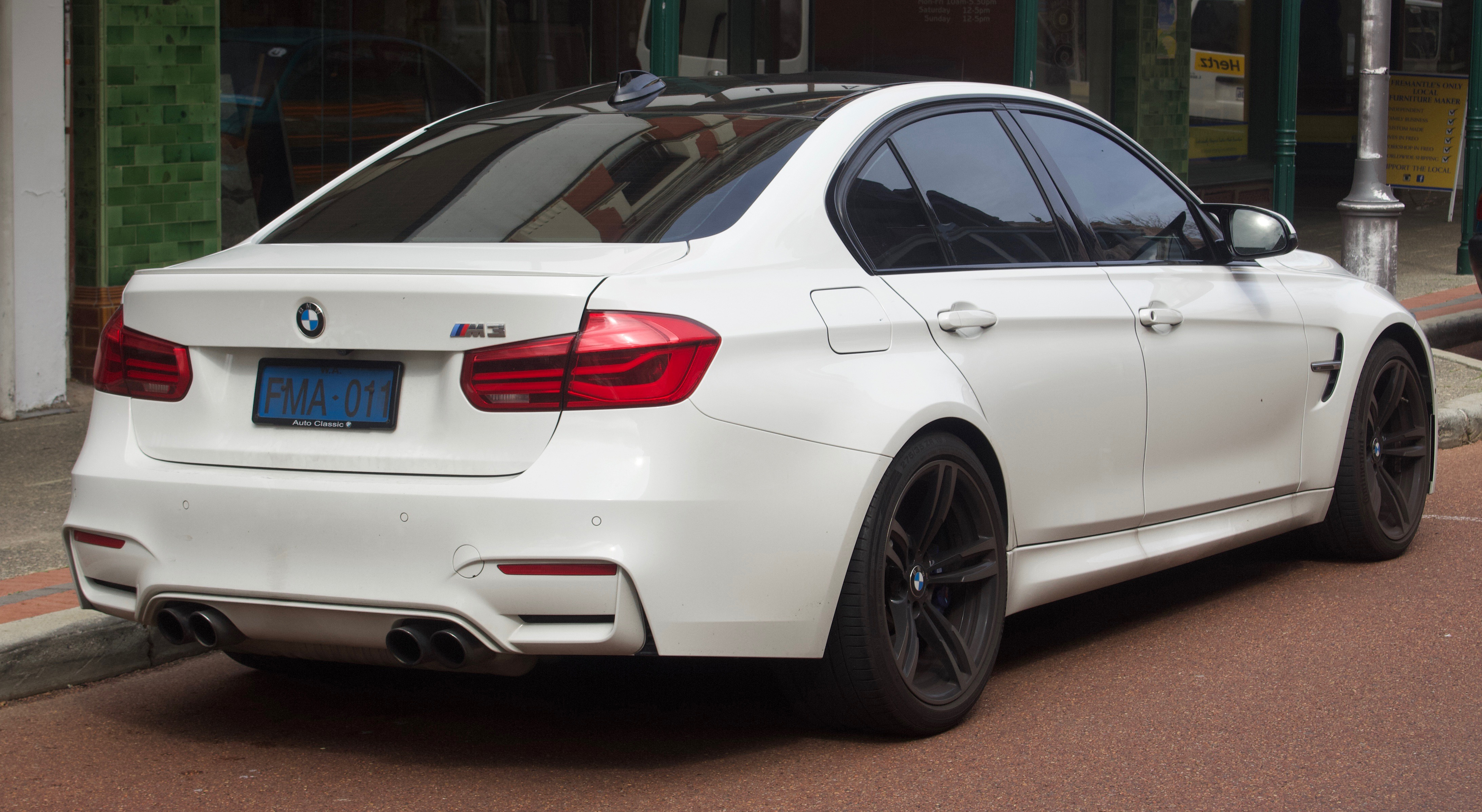
BMW M3 CS

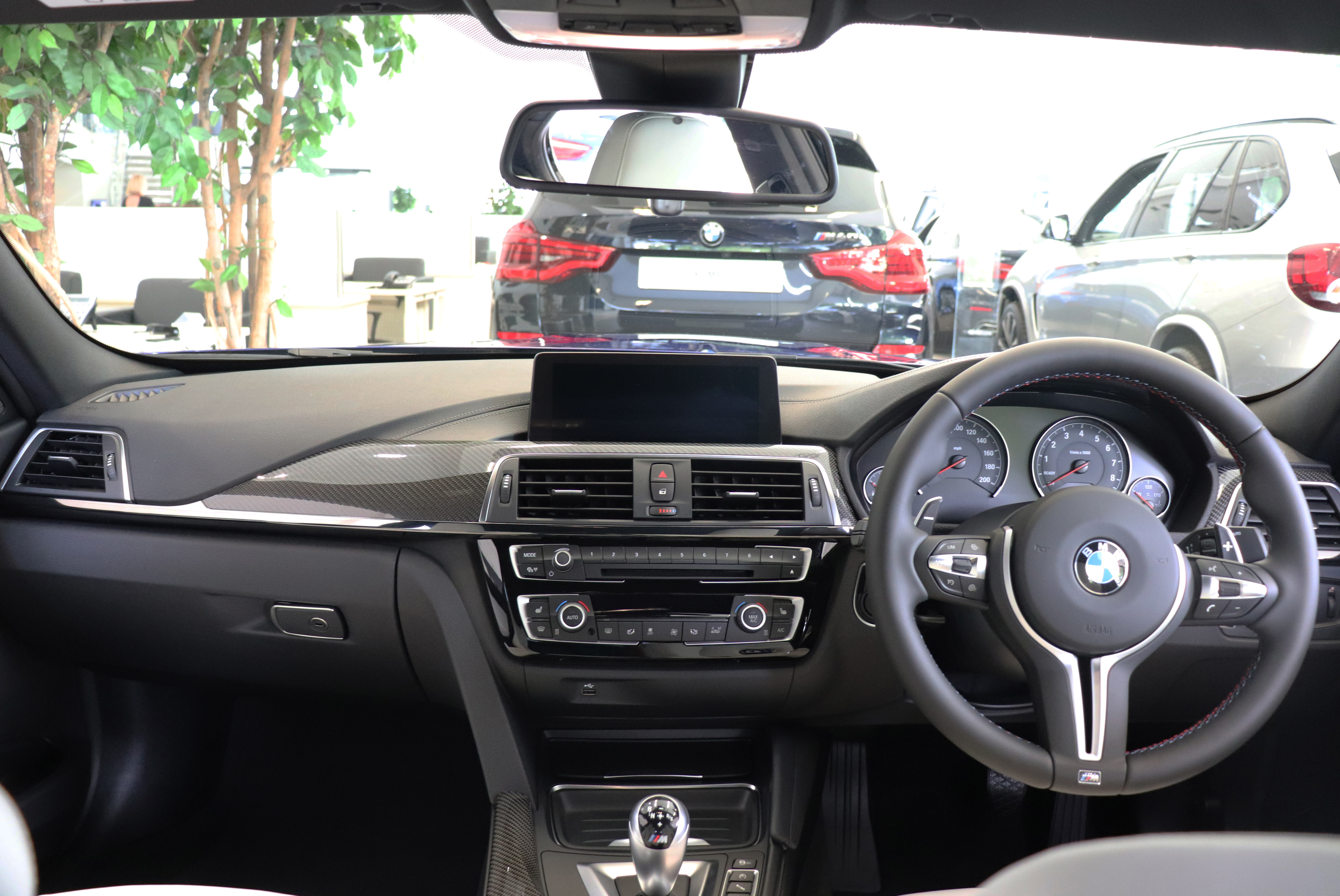

На автосалоні в Женеві навесні 2014 року дебютувало п'яте покоління BMW M3 в кузові седан, купе і кабріолет тепер називається BMW M4.
Автомобіль отримав новий рядний шестициліндровий бензиновий бітурбодвигун 3,0 л S55B30 потужністю 430 к.с., крутним моментом 500 Нм. Агрегатуватися він буде як з 6-ст. МКПП, так і з 7-ст. «роботом».
Лінійка 2016 року пропонує чотири версії шестициліндрових двигунів. 3.0-літровий двигун, яким компанія BMW оснастила свій М3, є одним з найкращих представників шестициліндрових силових агрегатів. 430 кінських сил роблять його потужним, а 4.1 секунд розгону від 0 до 96.5 км/год – швидким.

### Двигуни
- M3 3.0 л S55B30T0 twin turbo I6 431 к.с. при 5500–7300 об/хв 500 Нм при 1850–5500 об/хв
- M3 Competition 3.0 л S55B30T0 twin turbo I6 450 к.с. при 7000 об/хв 550 Нм при 1850–5500 об/хв
- M3 CS 3.0 л S55B30T0 twin turbo I6 460 к.с. при 6250 об/хв 600 Нм при 4000–5380 об/хв

## М3 G80/G81 (2021—наш час)

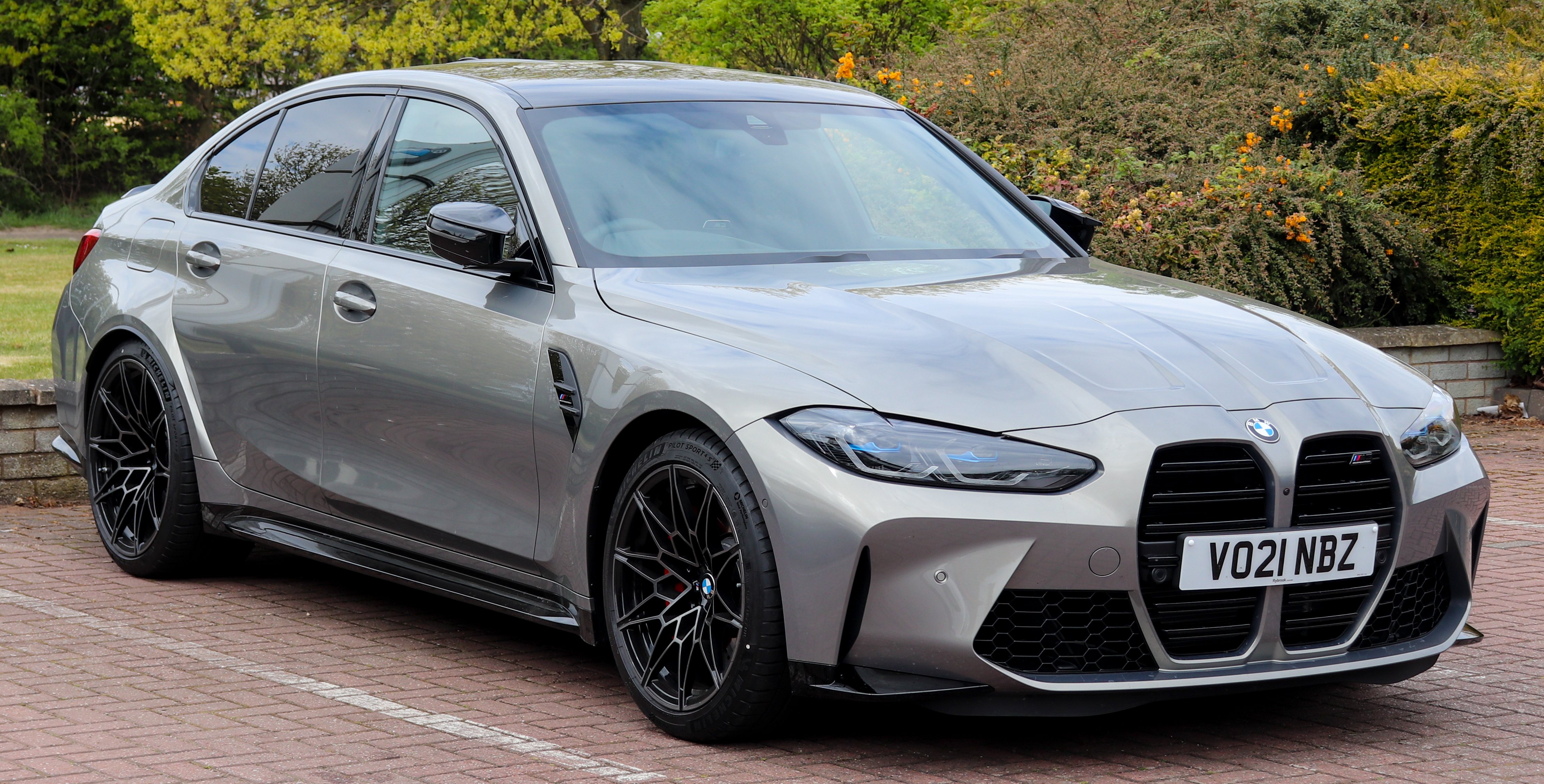
BMW M3 G80

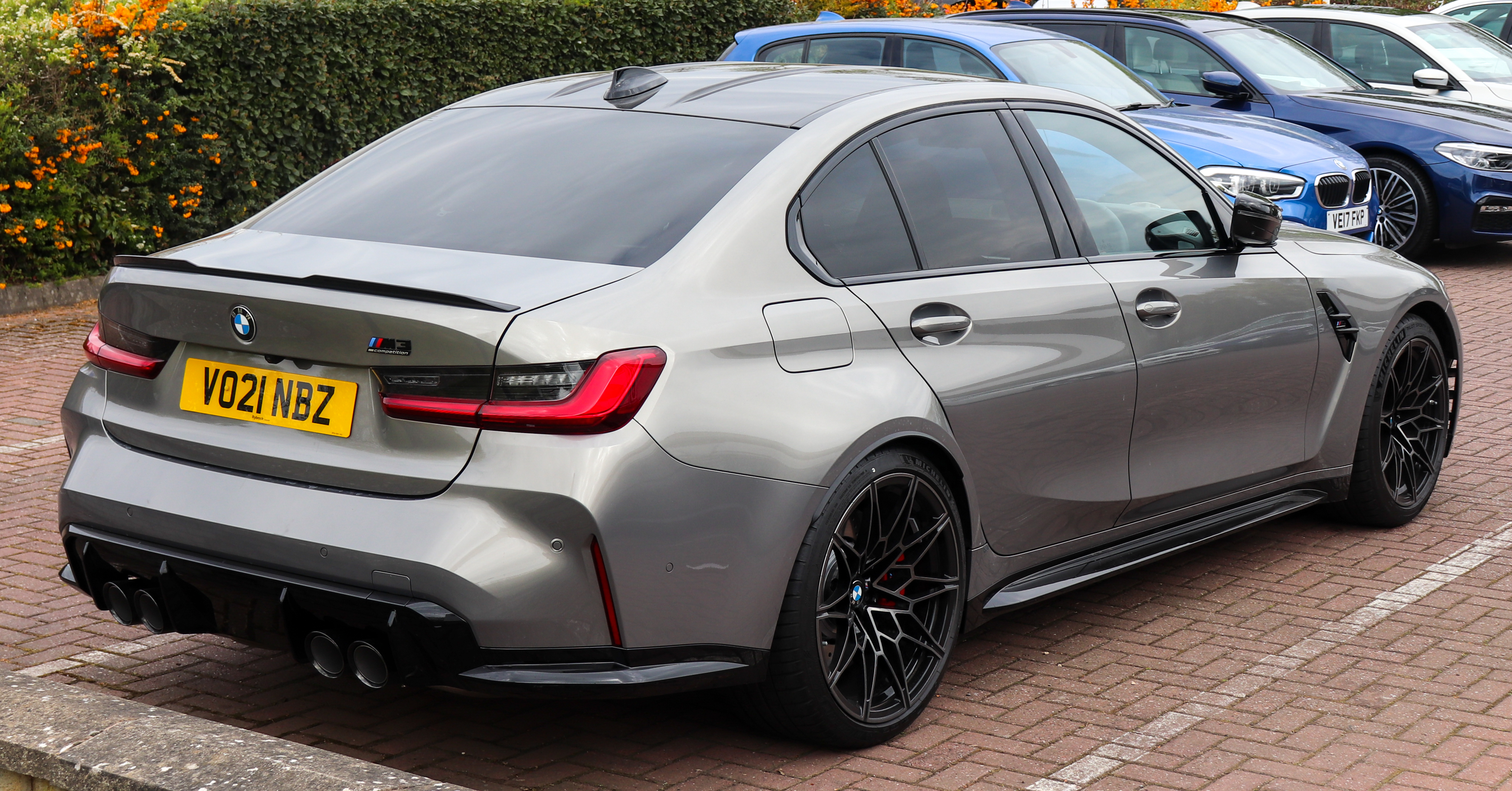

В кінці вересня 2020 року компанія BMW представила нове покоління M3 із радикальним дизайном радіаторної решітки та 473-сильним двигуном, що дозволяє автомобілю розвивати максимальну швидкість 290 км/год. M3 2021 оснащується 3,0-літровим шестициліндровим рядним двигуном з подвійним турбонаддувом, агрегатованим з шестиступінчастою механічною або восьмиступінчастою автоматичною коробкою передач. Вперше M3 поставляється із абсолютно новою трансмісією AWD. M3 доступний у двох варіантах: стандартний M3 та M3 Competition.

### M3 CS

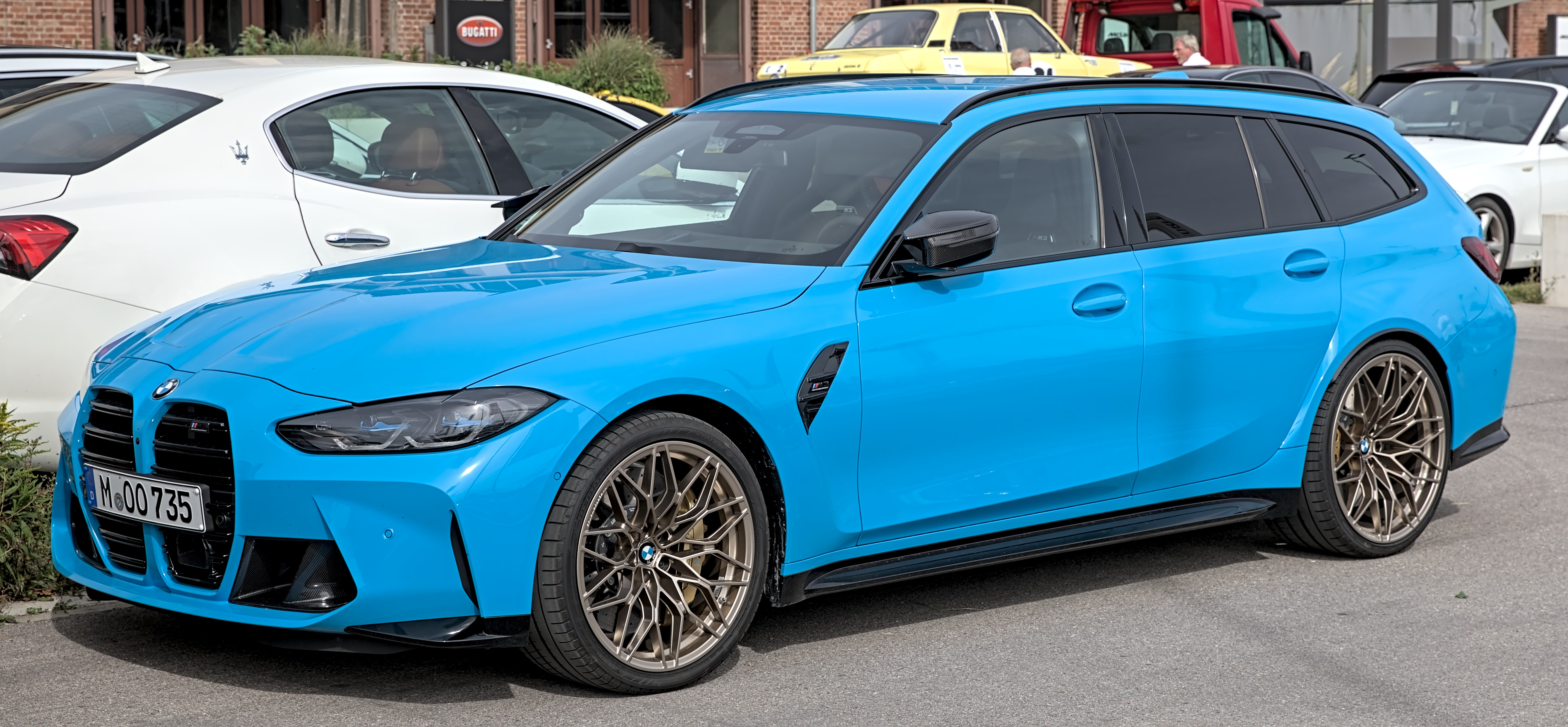
BMW M3 G81

У 2023 році на 24 годинах Дейтони BMW представила модель M3 CS обмеженого виробництва. Потужність моделі зросла до 404,5 кВт (542 к.с.) і зменшилася вага на 15 кілограмів порівняно з M3 Competition xDrive.  Пропонується тільки як повнопривідна і 8-ступінчаста автоматична модель.

### Оновлення
У липні 2022 року для 2023 модельного року седан M3 отримав новий подвійний вигнутий дисплей із iDrive 8, що відповідає оновленій стандартній 3-й серії.  Він замінює попередню окрему цифрову кабіну та інформаційно-розважальну систему iDrive 7. M3 Touring випущено безпосередньо з новим дисплеєм.

### M Performance Parts
Частини M Performance можна встановити на всі моделі. До них належать крило, бічні пороги з вуглецевого волокна, вихлопна система M Performance, канарди, спліттер з вуглецевого волокна, дифузор із вуглецевого волокна та задні ефекти.

### Двигуни
- 3.0 л S58B30T0 twin-turbo I6 480 к.с. (M3)
- 3.0 л S58B30T0 twin-turbo I6 510 к.с. (M3 Competition)

## Виробництво
| версії    | E30 1986-1991 | E36 1992-1999 | E46 2000-2006 | E9x 2007-2013 | F80 2014-2018 |
| --------- | ------------- | ------------- | ------------- | ------------- | ------------- |
| седан     |               | 12,603        |               | 9,674         | 34,677        |
| купе      | 17,184        | 46,525        | 56,133        | 40,092        |               |
| кабріолет | 786           | 12,114        | 29,633        | 16,219        |               |
| всього    | 17,970        | 71,242        | 85,766        | 65,985        | 34,677        |